# الصفر (العرش)

تعديل مصدري - تعديل

حارة الصفر هي إحدى حارات مدينة المصلى أحد مدن محافظة البيضاء، بلغ تعداد سكانها 269 نسمة حسب تعداد اليمن لعام 2004.